# Centre commercial de Martinlaakso
Le centre commercial de Martinlaakso  (anglais : Martinlaakson ostari) est un centre commercial situé dans le quartier de Martinlaakso à Vantaa en Finlande.

## Le centre
Le centre commercial de Martinlaakso est un complexe de trois niveaux situé juste à côté de la gare de Martinlaakso.
Le centre commercial a été inauguré le 1er décembre 2011.
En 2020, le centre commercial a enregistré 2,0 millions de visiteurs, en semaine, il y avait 6 100 clients en moyenne pour un chiffre d'affaires annuel de 34,3 millions d'euros.
En août 2017, Citycon a vendu le centre commercial de Martinlaakso à la société d'investissement américaine Cerberus Capital Management et le contrôle du centre commercial de Martinlaakso a été transmis à Cerberus en novembre 2017,
.

## Enseignes
Les enseignes du centre sont:
- Beauty Hair Sirpa Mansner
- db nail salon
- Elintarvikkeita Virosta
- Fafa’s
- Fitness24Seven
- Gastropub Jyvänen
- Hiusikkuna
- Kotipizza
- K-Supermarket
- Martinlaakson apteekki
- Martinlaakson autopesu
- Martinlaakson hammaslääkäriasema
- Martinlaakson Kukka-Aitta
- Parturi-Kampaamo Hiusikkuna
- Pelaamo
- Ravintola Tsuki
- R-kioski
- Kirpputori
- S-market
- Subway

## Transports publics
Le centre est accessible par les lignes I et  P.

## Galerie

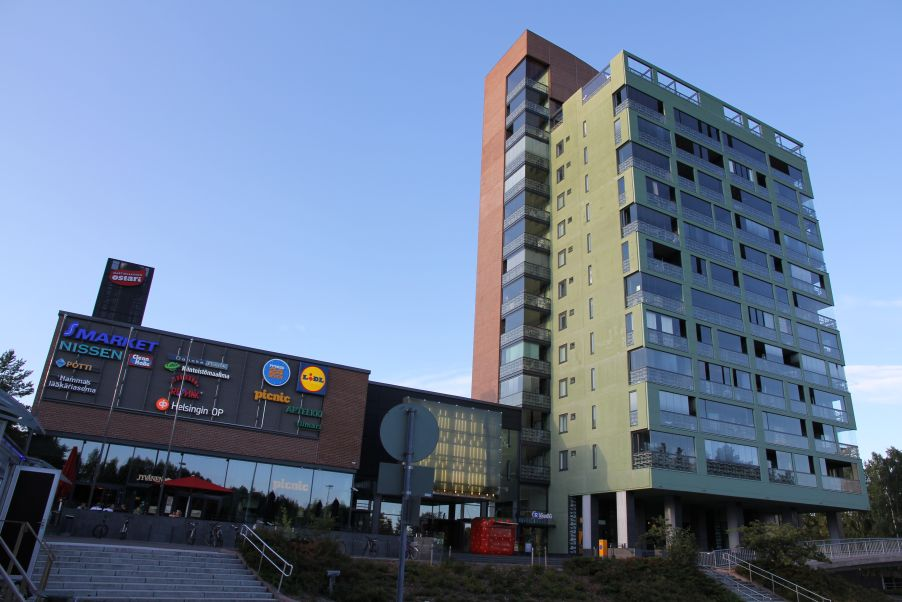
Le centre commercial de Martinlaakso.
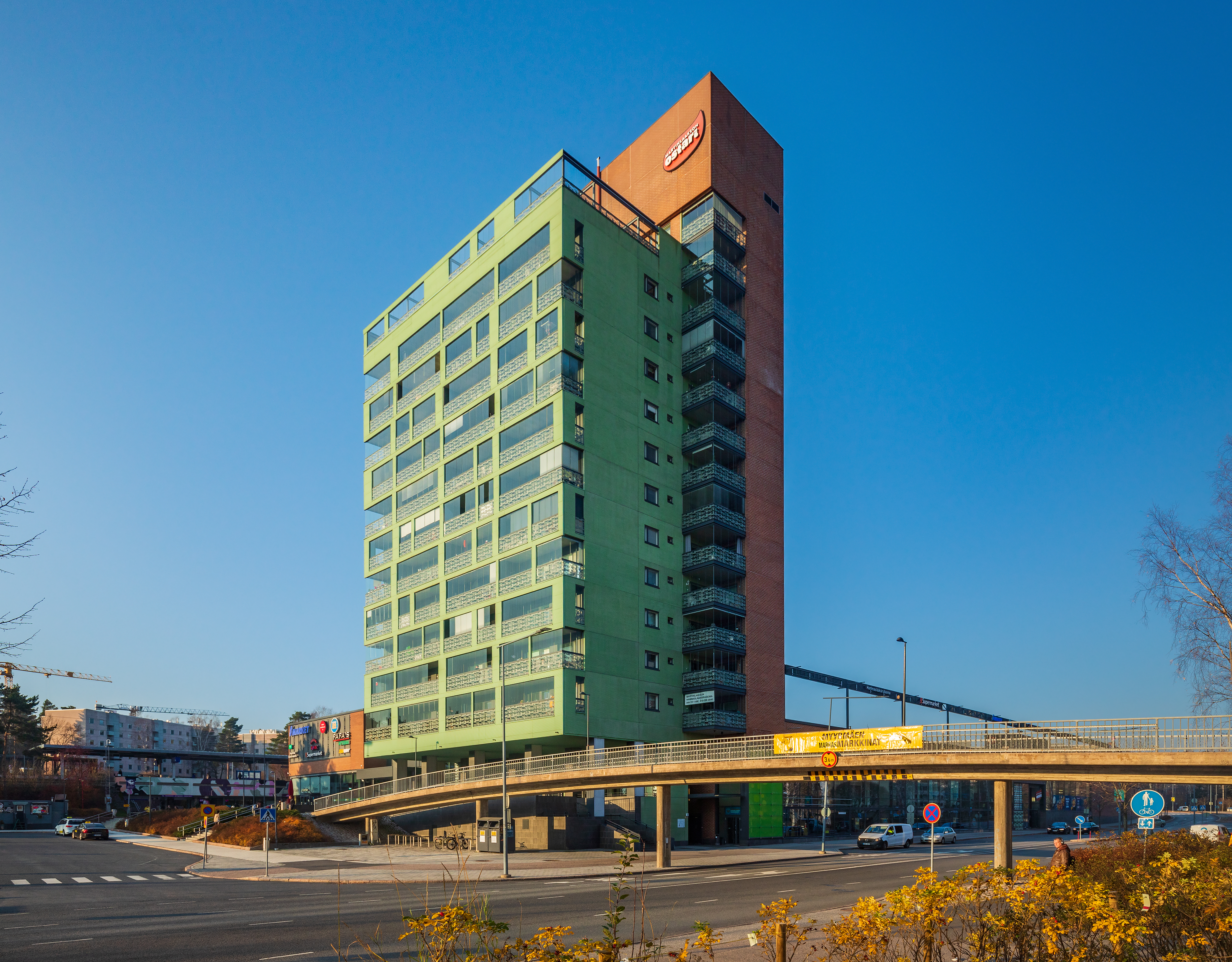
La tour Martintorni, le centre commercial et un pont piétonnier.
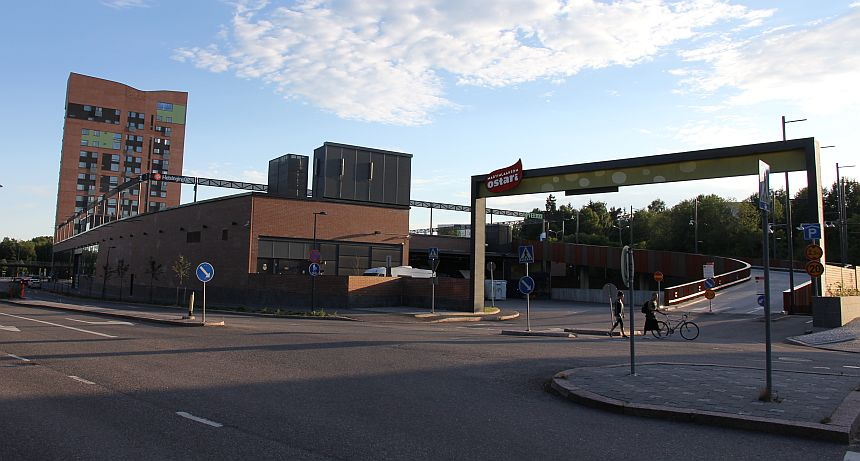
Le centre commercial de Martinlaakso.